# Pterygostegia obliqua
Pterygostegia obliqua är en mångfotingart som beskrevs av Murakami och Kawasawa 1975. Pterygostegia obliqua ingår i släktet Pterygostegia och familjen Diplomaragnidae. Inga underarter finns listade i Catalogue of Life.